# Marcetia bahiana
Marcetia bahiana là một loài thực vật có hoa trong họ Mua. Loài này được (Ule) A.B. Martins mô tả khoa học đầu tiên năm 1995.